# 斯卡斯 (加利福尼亞州)
斯卡斯（英語：Scaath）是位於美國加利福尼亞州德爾諾特縣的一個非建制地區。該地的面積和人口皆未知。

## 地理
斯卡斯的座標為41°30′52″N 123°58′10″W / 41.51444°N 123.96944°W，而該地的平均海拔高度為24米（即79英尺）。